# Лаздиня-Юдина, Мильда Яновна
Мильда Яновна Лаздиня-Юдина (латыш. Milda Lazdiņa-Judina; род. 1927) — передовик советского сельского хозяйства, доярка совхоза «Лиепупе» Министерства совхозов СССР, Лимбажский район Латвийская ССР, Герой Социалистического Труда (1950).

## Биография
Родилась в 1927 году в деревне Туяс, Вольмарского уезда Латвии в бедной крестьянской семье. После установления советской власти в Латвии в 1940 году проживала в Латвийской ССР. Завершила обучение в семи классах средней школы. В годы Великой Отечественной войны, с 1941 по 1944, пережила немецко-фашистскую оккупацию.
После освобождения территории Латвии советскими войсками, в 1944 году, поступила работать на животноводческую ферму совхоза "Лиепупе". С 1946 года стала работать дояркой совхоза.  
В совершенстве овладела профессией и быстро стала добиваться значительных производственных результатов. Завершила обучение в школе коммунистической молодёжи, стала активно использовать прогрессивные методы труда. Организовала индивидуальное кормление коров в своей группе, для каждой сама разработала свой рацион. Всё это позволило увеличить надои молока и стать передовиком производства. В 1947 году она сумела получить по 3500 килограмма молока от каждой коровы в среднем, в 1948 году ею получено рекордные 5140 килограмм молока от каждой коровы. Была представлена к награждению Орденом Ленина. 
Продолжила получать рекордные надои и в 1949 году. Ей удалось произвести 5697 килограмм молока от каждой закреплённой коровы, а год спустя 5970 килограммов молока. Это были лучшие результаты в регионе.    
«За достижение высоких показателей в животноводстве в 1949 году при выполнении совхозом плана сдачи государству сельскохозяйственных продуктов и выполнении плана прироста поголовья по каждому виду скота и птице», указом Президиума Верховного Совета СССР от 27 сентября 1950 года Мильде Яновне Лаздиня-Юдиной было присвоено звание Героя Социалистического Труда с вручением ордена Ленина и медали «Серп и Молот». 
Продолжала и дальше трудиться в сельском хозяйстве. В 1950 году перешла работать бригадиром по выращиванию молодняка на птицеводческую ферму. С 1951 года член КПСС. Являлась депутатом Верховного Совета Латвийской ССР 4-го созыва.   

## Награды
За трудовые успехи была удостоена:
- золотая звезда «Серп и Молот» (27.09.1950);
- два ордена Ленина (09.10.1949, 27.09.1950);
- Медаль «За трудовую доблесть» (05.08.1948).
- другие медали.